# Lisa M. Montgomery
Pour les articles homonymes, voir Montgomery.
Ne doit pas être confondu avec Elizabeth Montgomery.
Lisa Marie Montgomery est une criminelle américaine née le 27 février 1968, condamnée à mort en 2008 pour meurtre et exécutée le 13 janvier 2021. Le 16 décembre 2004, elle a assassiné une jeune femme enceinte de huit mois, Bobbie Jo Stinnett, afin de lui extirper son fœtus avec un couteau.
Son exécution, dans les ultimes jours du mandat du président Donald Trump et juste avant l’investiture de Joe Biden, opposé à la peine de mort, est la première exécution d'une femme par les autorités fédérales américaines depuis Ethel Rosenberg et Bonnie Brown Heady (en), en 1953,.

## Histoire
L'enfance de Lisa Montgomery est cauchemardesque. Elle est violée plusieurs fois par son beau-père et les amis de celui-ci, puis prostituée par sa mère. Elle devient alcoolique durant son adolescence. Sa mère le découvre et la menace avec un pistolet. Lisa s'enfuit du domicile familial et se marie dès l'âge de 18 ans avec son demi-frère, qui, lui aussi, la viole. Un deuxième mariage échoue également, cette fois du fait de l'instabilité mentale de Lisa Montgomery. Les experts qui ont examiné son cas après sa condamnation ont conclu qu'au moment de son crime, elle avait longuement souffert d'une « psychose fleurissante, de trouble bipolaire et de troubles post-traumatiques. Elle était souvent dissociée de la réalité, et en raison de ses nombreux passages à tabac, avait subi des dommages au cerveau permanents. » Elle éprouvait en plus une méfiance à l'égard des hommes en général,.

## Crime
Lisa Montgomery fait la connaissance de Bobbie Stinnett, une femme de 23 ans enceinte de 8 mois, sur « Ratter Chatter », un forum en ligne consacré à l'élevage de chiens de race rat terrier. Se présentant sous le nom de « Darlene Fischer », Montgomery affirme à Stinnett qu'elle aussi est enceinte. Les deux femmes discutent en ligne et échangent des courriels sur leurs grossesses. Montgomery organise une rencontre chez Stinnett sous prétexte de vouloir acheter un chien. Le 16 décembre 2004, Lisa Montgomery étrangle Bobbie Stinnett avec une corde dans sa maison de Skidmore (Missouri) et prélève l'enfant prématuré de son utérus. Elle fait ensuite passer la petite fille pour son propre enfant,.
La mère de Bobbie Stinnett, Becky Harper, la découvre dans une mare de sang environ une heure après l'agression. Elle appelle immédiatement les urgences, décrivant les blessures infligées à sa fille comme si son « ventre avait explosé. » Les tentatives des ambulanciers pour la réanimer sont infructueuses, et elle est déclarée morte à l'hôpital St. Francis de Maryville.
Le lendemain, le 17 décembre 2004, Lisa Montgomery est arrêtée dans sa ferme de Melvern (Kansas). Elle avoue immédiatement. Le nourrisson, Victoria Jo Stinnett est remis aux soins de son père, Zeb Stinnett.

## Procès
Elle est jugée et condamnée à mort pour « enlèvement ayant entraîné la mort », au titre 18 du code 1201 des États-Unis. Le procureur américain Todd Graves déclare que la compétence fédérale est établie lorsqu'une personne décède à la suite d'un enlèvement. Les violations du titre 18, USC 1201 peuvent entraîner la peine capitale et/ou toute peine pouvant aller jusqu'à la réclusion à perpétuité.

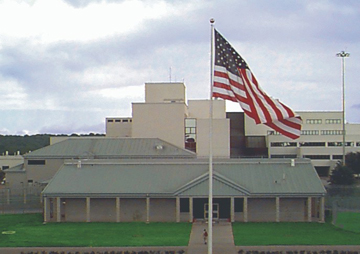
Centre Medical Fédéral, Carswell, lieu de détention de Montgomery.

Lors d'une audience préliminaire, un neuropsychologue témoigne que les blessures à la tête subies quelques années auparavant auraient pu endommager la partie du cerveau qui contrôle l'agressivité de Montgomery. Au cours de son procès en cour fédérale, les avocats de la défense, menés par Frederick Duchardt, affirment qu'elle souffre de pseudocyesis ou grossesse nerveuse, un état mental qui fait croire à tort à une femme qu'elle est enceinte et qu'elle présente des signes extérieurs de grossesse.
Selon le journal The Guardian, Duchardt tente de suivre cette ligne de défense seulement une semaine avant le début du procès, après avoir été forcé d'abandonner une autre théorie selon laquelle Bobbie Jo Stinnett aurait été assassinée par le frère de Lisa Montgomery, Tommy, ce dernier ayant un alibi. En conséquence, la famille Montgomery refuse de coopérer avec Duchardt et de décrire au jury les antécédents défavorables de Lisa.
Le célèbre neuroscientifique V. S. Ramachandran  témoigne que Montgomery souffre d'un grave délire pseudocytaire. Selon lui, l'abus sexuel de Montgomery pendant son enfance et le trouble de stress post-traumatique la prédisposaient à la pseudocyesis. Ramachandran témoigne que le récit de Montgomery sur ses actions est fluctuant parce que son état délirant est fluctuant. Il déclare qu'elle souffrait d'une maladie mentale grave au moment du crime et qu'elle n'était pas en mesure d'apprécier la nature et la qualité de ses actes. Le procureur fédéral Roseann Ketchmark caractérise la théorie de Ramachandran comme de « la science vaudou ».
Le psychiatre légiste Park Dietz témoigne pour l'accusation. Dietz avait déjà travaillé avec des procureurs sur d'autres affaires très médiatisées, notamment celles du tueur en série Jeffrey Dahmer et Theodore Kaczynski, ainsi que de deux femmes, Andrea Yates et Susan Smith, qui avaient tué leurs propres enfants. Yates fut déclaré non coupable pour cause d'aliénation mentale. Dietz témoigne que Montgomery ne souffre pas de pseudocyesis et rejette la théorie de Ramachandran la qualifiant de scandaleuse.
Le 22 octobre 2007, les jurés reconnaissent Montgomery coupable de meurtre. Le 26 octobre, le jury recommande une condamnation à mort. Le juge Gary A. Fenner condamne officiellement Montgomery à mort. Le procureur Matt Whitworth affirme que Lisa Montgomery avait planifié le meurtre bien à l'avance, selon un rapport de la BBC. Le 4 avril 2008, un juge confirme la recommandation du jury concernant le décès. Le 19 mars 2012, la Cour suprême des États-Unis rejette la pétition pour certiorari de Montgomery.
La défense de pseudocyesis de Duchardt susmentionnée a toutefois fait en sorte que les antécédents défavorables de Montgomery et les diagnostics distincts de maladie mentale n'ont été pleinement révélés au jury qu'après sa condamnation par son équipe en appel. Des critiques, dont le journaliste du Guardian David Rose, affirment ainsi que la défense de Duchardt relevait de l'incompétence. Le juge Fenner exige que Duchardt soit contre-interrogé en novembre 2016. Duchardt rejette toutes les critiques et défend sa conduite.
Montgomery est enregistrée par le Bureau fédéral des prisons sous le numéro 11072-031 et détenue au centre médical fédéral, Carswell à Fort Worth, au Texas. 
L'affaire Montgomery est détaillée dans les livres Baby Be Mine par Diane Fanning et Murder in the Heartland par M. William Phelps.

## Exécution
Elle est transférée du Texas au pénitencier fédéral de Terre Haute, dans l’Indiana, le seul à pratiquer des exécutions capitales fédérales. L’exécution de Lisa Montgomery, prévue initialement le 8 décembre, est reportée au 31 décembre 2020 car ses avocats ont contracté la Covid-19, puis au 12 janvier 2021, soit à peine une semaine avant l'entrée en fonction du président élu Joe Biden, qui a annoncé qu'il suspendrait toute exécution capitale durant son mandat, voire qu'il défendrait une loi d'abrogation de la peine capitale au niveau fédéral.
Des mobilisations contre son exécution ont lieu, avec les interventions de la Commission interaméricaine des droits de l'homme et des rapporteurs sur les exécutions arbitraires de l'ONU, qui accusent l’État américain d’avoir échoué à la protéger contre les abus, notamment sexuels et de l’avoir trahie en ne les considérant pas comme des circonstances atténuantes.
Elle est exécutée dans la nuit du 12 janvier 2021 au 13 janvier 2021, malgré la demande de ses défenseurs que sa peine soit commuée à la prison à vie. C'est la première exécution fédérale d'une femme depuis Ethel Rosenberg et Bonnie Brown Heady (en), 70 ans auparavant,.